# Careproctus crozetensis
Careproctus crozetensis és una espècie de peix pertanyent a la família dels lipàrids.

## Descripció
- Fa 10 cm de llargària màxima.
- Nombre de vèrtebres: 60.[4]

## Hàbitat
És un peix marí i demersal que viu entre 4.258 i 4.290 m de fondària.

## Distribució geogràfica
Es troba a les illes Crozet.